# Briešťanka
Briešťanka – potok w powiecie Turčianske Teplice w środkowej Słowacji. Ma długość 5,2 km i jest lewostronnym dopływem Jasenicy.
Wypływa na wysokości około 715 m w grupie górskiej Żar (Žiar) w dolinie u południowych podnóży szczytu Závozy (912 m). Spływa w kierunku południowo-wschodnim przez wieś Brieštie znajdującą się w dolinie w górach Żar, następnie wypływa na Kotlinę Turczańską. Przepływa przez miejscowość Slovenské Pravno i po wypłynięciu z jej obszaru zabudowanego zmienia kierunek na południowy. Płynie przez pokryte polami uprawnymi obszary Kotliny Turczańskiej. Po północnej stronie zabudowanego obszaru wsi Kaľamenová zmienia kierunek na południowo-wschodni i na wysokości około 460 m uchodzi do Jasenicy. 